# Campeonato Piauiense de Futebol de 1969
O Campeonato Piauiense de Futebol de 1969 foi o 29º campeonato de futebol do Piauí. A competição foi organizada pela Federação Piauiense de Desportos e o campeão foi o Piauí.

## Premiação
| Campeonato Piauiense de Futebol de 1969 |
| --------------------------------------- |
| PIAUÍ Tetracampeão (4º título)          |